# 大崎市議会
大崎市議会（おおさきしぎかい）は、宮城県大崎市の地方議会である。

## 概要
- 定数：28人
- 任期：4年。議会解散が実施されれば任期満了前であっても議員任期は終了する。
- 前回選挙：2022年（令和4年）4月17日投開票[1]

- 選挙区：市全体を1選挙区とする大選挙区制（単記非移譲式）
- 所在地：宮城県大崎市古川七日町1番1号
- 主な役割：審議、議決、一般質問、代表質問、同意、市政のチェック、請願や陳情の審査、意見書の提出、調査研究、充て職、行政行事出席、行政視察等

### 委員会
- 議会運営委員会

#### 常任委員会
- 総務常任委員会
- 産業常任委員会
- 民生常任委員会
- 建設常任委員会

#### 特別委員会
- 情報化対策特別委員会

### 定例会
- 3月、6月、9月、12月

### 事務局
- 議会事務局

## 会派
| 会派名                     | 議席数 | 議員名                                                     |
| -------------------------- | ------ | ---------------------------------------------------------- |
| 新生会                     | 6      | 後藤錦信、小嶋匡晴、只野直悦、小玉仁志、木村和彦、法華栄喜 |
| 創新会                     | 5      | 佐藤仁一郎、伊勢健一、佐藤弘樹、早坂憂、石田政博           |
| 日本共産党大崎市議会議員団 | 4      | 小沢和悦、鎌内つぎ子、木内知子、遊佐辰雄                   |
| 改新クラブ                 | 4      | 八木吉夫、佐藤講英、中鉢和三郎、氏家善男                   |
| 大志会                     | 4      | 相澤久義、富田文志、関武徳、佐藤勝                         |
| NEXT（ネクスト）           | 3      | 鹿野良太、加川康子、藤本勘寿                               |
| 公明党                     | 2      | 横山悦子、山田匡身                                         |

（2025年5月17日現在）

## 党派
- 無所属20人
- 自由民主党2人
- 公明党2人
- 日本共産党4人

（2022年4月17日現在）

## 議員報酬等
| 役職   | 議員報酬        | 政務活動費     |
| ------ | --------------- | -------------- |
| 議長   | 月額 52万9000円 | 月額 2万5000円 |
| 副議長 | 月額 45万8000円 | 月額 2万5000円 |
| 議員   | 月額 42万8000円 | 月額 2万5000円 |

- 別途、年2回期末手当あり
- 政務活動費の残金は市に返還する義務がある
- 議員年金は2011年（平成23年）6月1日で廃止されている